# Saint-Léger (Mayenne)
Saint-Léger é uma comuna francesa na região administrativa de Pays de la Loire, no departamento de Mayenne. Estende-se por uma área de 17,22 km². Em 2010 a comuna tinha 312 habitantes (densidade: 18,1 hab./km²).